# Lessa (Argolis)
Lessa (altgriechisch Λῆσσα) war ein antiker Ort in der Argolis. Er lag südlich des Arachnaion-Gebirges an der Straße von Argos nach Epidauros, an der Grenze zum epidaurischen Land.
Pausanias berichtet, dass es hier einen Tempel der Athena gab. Das hölzerne Standbild der Göttin soll sich nicht von dem Standbild auf der Burg Larissa unterschieden haben. Vermutlich lag Lessa in der Nähe des heutigen Lygourio. Auch auf der Akropolis von Kazarma oder der Burg Kastraki könnte das antike Lessa gelegen haben. Der britische Archäologe Richard Allan Tomlinson wiederum vermutete, dass Lessa in der Nähe von Agios Adrianos gelegen haben könnte. So zog er den Hügel, auf dem sich das Kastell von Katsingri befindet, in Erwägung. Er favorisierte aber den 250 m hohen Berg Profitis Ilias, der etwa 1,4 km weiter östlich liegt.